# Benet de Tocco
Benet de Tocco (Nàpols, 1510 – Montserrat, 1585) va ser un monjo benedictí abat de Montserrat, bisbe de Vic, de Girona i de Lleida.
De naixement es deia Marco Antonio Tocco, i provenia de la família dels antics dèspotes de l'Epir. Visqué a la cort de Carles I d'Aragó. Visità Montserrat i hi professà com a monjo benedictí el 1542 amb el nom de Benet. Molt aviat adquirí anomenada en la comunitat i el 1552 Alfonso de Burgos li dedicà l'obra De immensis Dei beneficiis. Va ser elegit abat pel període 1556 al 1559, i el seu govern quedà marcat per l'inici de la tanca de la clausura, l'establiment de la infermeria dels donats i la restauració de Santa Cecília de Montserrat; reelegit per al trienni 1562-1564, continuà l'obra de l'església, que havia iniciat el seu predecessor l'abat Garriga. Des d'aquesta posició assistí a les corts de Montsó-Barcelona (1563-1564).
L'any 1564 va ser nomenat bisbe de Vic. En el seu pas per la diòcesi osonenca implantà les normes conciliars tridentines, feu imprimir un petit catecisme en català i un ordinari manual per als curats (1568).
En l'any 1569 va ser nomenat president de la Generalitat de Catalunya, càrrec que ostentà fins al 1572. Durant el seu primer trienni de mandat, la institució millora la capacitat fiscal mitjançant un major control fronterer sobre la llana i el bestiar viu. Es reduïren els fraus en el pagament del dret de la bolla i es creà el càrrec d'advocat fiscal local a Perpinyà. L'activitat política se centrà a recuperar les relacions amb el Sant Ofici, molt deteriorades al trienni anterior, i en recuperar la llibertat dels consistorials i assessors empresonats pel lloctinent. El govern de Benet de Tocco es va haver d'enfrontar a la concessió que el papa Pius V feu al rei Felip II per la qual aquest rebia el delme dels fruits de la millor casa de cada parròquia. Tant els eclesiàstics com els barons s'oposaren a la mesura, ja que eren els receptors de la major part dels delmes afectats. El desembre de 1571, el comissari papal publica un interdicte per a "allunyar de sagraments i de l'enterrament en sagrat" a tots aquells que s'haguessin negat al pagament
En el darrer any com a president, fou fet bisbe de Girona, lloc des d'on impulsà la continuació de l'obra de la catedral i dictà alguns decrets per assuavir les relacions entre la ciutat i el capítol catedralici. El respecte i autoritat de la seva figura propiciaren que el rei Felip I d'Aragó i la Santa Seu el nomenessin visitador canònic de Montserrat a fi que calmés la recurrent tensió entre els monjos castellans i els catalans; en aquest temps va ser elegit abat president del monestir, càrrec que conservà fins a la mort.
L'any 1583 va ser nomenat bisbe de Lleida on, aviat, convocà un sínode demanant subsidis. Se li van atorgar a terminis, però només se li'n pagà el primer. Morí a Montserrat i fou sepultat allà mateix en un luxós sepulcre destruït durant el saqueig de les tropes franceses durant la Guerra del Francès.